# Just Betzer
Just Betzer (født 11. juni 1944 i Åbyhøj, død 6. november 2003 i Lumsås i Odsherred) var en dansk filmproducent.
Just Betzer begyndte sin filmkarriere som syvårig med job i farens biograf i Park Teatret i Risskov.
I 1988 vandt han sammen med filminstruktør Gabriel Axel en Oscar-statuette for filmatiseringen af Karen Blixens Babettes gæstebud.

## Filmografi
- 1962, Den rige enke
- 1962, Soldaterkammerater på sjov
- 1962, Sømænd og svigermødre
- 1962, Prinsesse for en dag
- 1963, Hvad med os?
- 1963, Støvsugerbanden
- 1964, Kampen om Næsbygaard
- 1965, Hold da helt ferie
- 1966, Naboerne
- 1967, Mig og min lillebror
- 1967, Brødrene på Uglegaarden
- 1967, Den røde kappe
- 1968, Det er så synd for farmand
- 1969, De fem og spionerne
- 1970, De fem i fedtefadet
- 1970, Ekko af et skud
- 1971, Far til fire i højt humør
- 1972, Lenin, din gavtyv!
- 1973, Revykøbing kalder
- 1975, Familien Gyldenkål
- 1976, Julefrokosten
- 1976, Familien Gyldenkål sprænger banken
- 1976, Brand-Børge rykker ud
- 1977, Pas på ryggen, professor!
- 1977, Familien Gyldenkål vinder valget
- 1978, Vinterbørn
- 1978, Slægten
- 1978, Firmaskovturen
- 1979, Krigernes børn
- 1979, Johnny Larsen
- 1980, Øjeblikket
- 1980, Verden er fuld af børn
- 1980, Attentat
- 1982, Det parallelle lig
- 1982, Tre engle og fem løver
- 1982, Kidnapning
- 1984, Min farmors hus
- 1984, Suzanne og Leonard
- 1985, Hitman
- 1987, Babettes gæstebud
- 1987, Døden på larvefødder
- 1988, Pigen i gyngen
- 1990, Farlig leg
- 1991, En dag i oktober